# Kröddeburen
Kröddeburen  est un village de la commune néerlandaise de Groningue, situé dans la province de Groningue.
Il correspond à la partie occidentale de Ten Post et a fait partie de la commune de Ten Boer avant le 1er janvier 2019, quand celle-ci a été rattachée à Groningue.